# Galopagomyia inoa
Galopagomyia inoa är en tvåvingeart som först beskrevs av Walker 1849.  Galopagomyia inoa ingår i släktet Galopagomyia och familjen köttflugor.
Artens utbredningsområde är Ecuador. Inga underarter finns listade i Catalogue of Life.